# 벨그라노 (부에노스아이레스)
벨그라노(Belgrano)는 아르헨티나 부에노스아이레스의 북부에 있는 바리오(구의 개념)이다. 중산층 주거지역으로 주로 상업과 주택지가 밀집해 있다.

## 위치
라 팜파 거리(calles La Pampa)와 피게로아 알코르타 가(Av. Figueroa Alcorta), 발렌틴 알시나 가(Av. Valentín Alsina), 오예로스(Olleros), 사발라(Zabala), 카빌도 가(Av. Cabildo) 등의 거리가 있고 라플라타강이 흐르고 있다. 남동쪽으로 팔레르모(Palermo)와 인접해 있고, 남쪽으로는 콜레히알레스(Colegiales), 남서쪽으로 비야 오르투사르(Villa Ortúzar), 서쪽으로는 비야 우르키사(Villa Urquiza)를, 북서쪽으로는 콜란(Coghlan)을, 북쪽으로는 누녜스(Núñez)와 접경을 한다. 동쪽으로는 라플라타 강이 흐른다.

## 역사
1820년 6월 20일 마누엘 벨그라노가 죽자, 법무 장관과 국기 설립자 그리고 부에노스아이레스 지방의 장관은 이 지역을 벨그라노라고 명명했다.

## 같이 보기
- 부에노스아이레스의 행정구역